# Nana Akwasi Agyeman
Barima Nana Akwasi Agyeman(g) (* 1933 oder 1934; † 14. Januar 2020 in Kumasi), auch bekannt unter dem Beinamen Okumkↄm (für Hungertöter, Hungerbekämpfer bzw. Hungerbesieger), war ein ghanaischer Politiker des National Democratic Congress (NDC). Über mehr als zwei Jahrzehnte hinweg war er Chief Executive der Kumasi Metropolitan Assembly (KMA) und somit Bürgermeister der Stadt Kumasi.

## Leben

### Herkunft und frühes Leben
Nana Akwasi Agyeman war ein Mitglied der königlichen Familie des Aschantireiches. Als Neffe von Asantehemaa Nana Afia Kobi Serwaa Ampem II., der 13. Königinmutter des Königreichs Asante, gehörte er der engeren Verwandtschaft des späteren Asantehene Otumfuo Opoku Ware II. an und war Mitglied des Oyoko-Clans. Sein Vater, Chief Owusu, war Oberhaupt der Toase. Als junger Mann hatte Agyeman den Ruf eines Playboys – er fuhr einen Sportwagen und war regelmäßiger Gast bei den Tanzveranstaltungen mit Live-Musik in Kumasi. Sein Haus glich damals einem Museum: Dort bewahrte er eine große Sammlung von Aufnahmen der in Kumasi aufgetretenen Bands auf und spielte sie gern einem kleinen Kreis exklusiver Freunde vor.

### Thronfolge und Rolle im Aschantireich
Nach dem Tod von Prempeh II. im Jahr 1970 und Opoku Ware II. im Jahr 1999 soll Nana Akwasi Agyeman jeweils in der engeren Auswahl für das Amt des Asantehene gestanden und als eigentlicher Thronnachfolger gegolten haben, wurde letztlich jedoch nicht ausgewählt. Als Otumfuo Opoku Ware II. im Jahr 1999 starb, war Nana Barima Kwaku Dua – heute Otumfuo Osei Tutu II. – nicht der rechtmäßige Thronfolger. Dennoch entwickelten sich die Ereignisse zu seinen Gunsten. Nach der Tradition der Aschanti fällt die Thronfolge nicht auf Neffen, solange es noch ältere männliche Verwandte der väterlichen Linie des verstorbenen Herrschers gibt. Agyeman war als Cousin von Otumfuo Opoku Ware II. der einzige männliche Verwandte in der Thronfolge. Er lebte über weite Strecken seines Lebens in dem Bewusstsein, nach dem Tod seines Bruders (genauer: Cousins – denn Opoku Ware II. war der Sohn von Agyemans Tante) das Aschantireich zu übernehmen.
Agyeman freute sich Berichten zufolge immer, wenn der Titel Daakyehene (für zukünftiger Herrscher) fiel – denn seinem Geburtsrecht nach stand ihm dieser zu. Doch Agyemans persönliches Leben und seine Vergangenheit machten ihn für diese Rolle ungeeignet. Letztendliche Entscheidungsträgerin war die Königinmutter Nana Afia Kobi, da diese traditionell den Thronfolger bestimmt. Das Verhalten Agyemans soll der Königinmutter die Entscheidung wesentlich erleichtert haben: Sie entschied sich für Nana Barima Kwaku Dua, eines ihrer fünf Kinder, der als würdig und skandalfrei galt und fortan den Herrschernamen Osei Tutu II.  trug. Zur Vorbereitung wurde Kwaku Dua nicht auf eine Eliteschule wie das Prempeh College oder die Opoku Ware Secondary School geschickt, sondern nach Sefwi Wiawso, um dort unter der Obhut eines traditionellen Oberhaupts ausgebildet zu werden. Als klar wurde, dass Kwaku Dua der nächste Asantehene werden würde, versuchte Agyeman Berichten zufolge, die Entwicklung noch zu beeinflussen – jedoch erfolglos.

### Politische Karriere
Bereits vor dem Militärputsch 1979 war Agyeman Vorsitzender (Metropolitan Chief Executive) der Kumasi Metropolitan Assembly (KMA). Unter Ignatius Kutu Acheampong, dem Vorsitzenden des Supreme Military Council, wie die Militärjunta ab 1975 genannt wurde, übte er dieses Amt im Jahr 1977 kurzzeitig aus. Im Zuge der revolutionären Umwälzungen wurde er wie viele andere festgenommen und gedemütigt: Er musste öffentlich einen Eimer mit Fäkalien tragen – ein Tabu für einen Thronfolger, der eigentlich nichts zu tragen hat, geschweige denn Exkremente. Ironischerweise wurde Agyeman später ein enger Vertrauter und Freund von Jerry Rawlings, dem Anführer des Putsches von 1979, der von 1981 bis 2001 (davon von 1981 bis Jahresbeginn 1993 in einer Militärjunta) Ghana regierte. Unter der zivilen Regierung von Hilla Limann (1979–1981) bekleidete Agyeman erneut das Amt des Bürgermeisters. In der demokratischen Ära ab 1993 wurde er durch Rawlings erneut zum Metropolitan Chief Executive der KMA ernannt und spielte eine führende Rolle in der sozialdemokratischen Partei National Democratic Congress (NDC).

### Kontroversen und öffentliche Wahrnehmung
Doch in der stark oppositionell eingestellten Ashanti Region war die NDC unbeliebt – und Agyemans Amtszeit war geprägt von Gewalt und Einschüchterung politischer Gegner. So soll er unter anderem eine Abrissaktion angeführt haben, bei der Menschen zu Tode kamen, als ihre Häuser zerstört wurden, während sie sich noch darin aufhielten. Kein anderer KMA-Vorsitzender vor oder nach ihm wurde in ähnlicher Weise beschuldigt. Alle 46 Bezirksabgeordneten verweigerten ihm einstimmig die Zusammenarbeit. Trotzdem nannten ihn viele liebevoll Okumkↄm, was als ein Zeichen für das zwiegespaltene Verhältnis der Bevölkerung zu ihm angesehen wurde. In den 1990er Jahren wurde er von Rawlings zusätzlich zum stellvertretenden Minister für Wissenschaft und Umwelt ernannt. In späteren Jahren seiner öffentlichen Laufbahn diente Agyeman außerdem als Sondergesandter von Jerry John Rawlings, während dieser noch im Amt war. Im Januar 2001 wurde Agyeman durch Maxwell Kofi Jumah als Bürgermeister von Kumasi ersetzt. Bis heute (Stand: 2025) ist Agyeman der am längsten amtierende Metropolitan Chief Executive der Kumasi Metropolitan Assembly.

### Tod und Trauerfeierlichkeiten
Am 14. Januar 2020 starb Nana Akwasi Agyeman, der in der ghanaischen Lokal- bzw. Regionalpolitik zu den prägendsten Figuren seiner Zeit zählte, nach einer kurzen Krankheit im Alter von 86 Jahren im Komfo Anokye Teaching Hospital in Kumasi.
Die traditionellen Trauerfeierlichkeiten und seine Beisetzung fanden vom 24. bis 27. Februar 2020 statt und wurden vom Asantehene, Otumfuo Osei Tutu II., im Manhyia Palace geleitet, da Agyeman ein Mitglied der königlichen Familie war. Unter den anwesenden Trauergästen befanden sich Politiker, Beamte und prominente Persönlichkeiten aus ganz Ghana, darunter die früheren Präsidenten Jerry Rawlings und seine Frau Nana Konadu Agyeman Rawlings, John Agyekum Kufuor sowie John Dramani Mahama. Auch der damals amtierende Präsident Nana Akufo-Addo, sein Vizepräsident Mahamudu Bawumia und die Stabchefin Frema Opare nahmen teil. Die eigentliche Bestattung fand nach einer Messe in der St. Anns Church bzw. der St. Cyprians Anglican Church im Breman Royal Mausoleum, dem königlichen Mausoleum, statt.